# 杂色纹霸鹟
，是雀形目霸鹟科的一种鸟类，属于单型的杂色纹霸鹟属（学名：Empidonomus）。但按照不同的分类系统，该属可能还包含冠灰纹霸鹟。
杂色纹霸鹟体重约27.1克，翼长约96.8毫米，喙宽度约6.3毫米，喙厚度约5.5毫米，嘴峰长约17.5毫米，跗蹠长约15.3毫米，尾长约80.6毫米。
杂色纹霸鹟是候鸟，栖息在林地，它们是杂食性动物，主要以昆虫、蜘蛛等陆生无脊椎动物为食。

## 亚种
- Empidonomus varius rufinus，分布在委内瑞拉东部至圭亚那，巴西北部和西部的亚马逊河流域。
- Empidonomus varius varius，分布在巴西东南部至巴拉圭、乌拉圭、阿根廷北部、秘鲁东部、玻利维亚东部。[3]